# Torontosegen
Torontosegen bezeichnet im Sprachgebrauch der Neocharismatischen Bewegung die Erweckung und daraus resultierenden Phänomene, die im Januar 1994 in der damaligen „Toronto Airport Vineyard“-Gemeinde, einer Freikirche in der Nähe des Flughafens der kanadischen Stadt Toronto, begannen. Die Phänomene wurden in der neocharismatischen Bewegung als „neue Welle“ des Heiligen Geistes bezeichnet. Es handelte sich dabei um ungewöhnliche ekstatische Reaktionen der Teilnehmer auf das Gebet oder den durch Handauflegung persönlich empfangenen Segen.

## Entstehung und Verbreitung
Der Name „Torontosegen“ (Englisch: Toronto blessing) leitet sich her von der Lage der Vineyard-Gemeinde in der Nähe des Flughafens Lester B. Pearson International Airport in Toronto, in der die Phänomene ab 1994 verstärkt auftraten. Als Ausgangspunkt gilt ein Gottesdienst am 20. Januar 1994, der von dem Pastor der Vineyard Christian Fellowship aus St. Louis, Randy Clark, gehalten wurde.
Bis September 1995 besuchten ca. 600.000 Besucher die Veranstaltungen der TACF. Im gleichen Zeitraum erhöhte sich die Zahl der Mitglieder der Gemeinde von 360 auf über 1000.
Die Phänomene fanden in der neocharismatischen Bewegung rasch weltweite Verbreitung, nachdem viele Charismatiker nach Toronto gereist waren und der „Torontosegen“ danach auch in anderen Gemeinden auftrat.
In den Folgejahren ließen die extremen „Manifestationen“ langsam nach. Sie wurden entweder normaler Bestandteil von speziellen Veranstaltungen oder – je nach Umgang der Gemeinden mit dem „Segen“ – unterbunden, indem man in Gottesdiensten auf persönliche Segnung verzichtete.
Im Dezember 1995 endete die Zugehörigkeit der Vineyard-Gemeinde am Flughafen von Toronto zum Vineyard-Netzwerk. Die Gemeinde nannte sich seit 1996 Toronto Airport Christian Fellowship (TACF). Seit 2010 tritt die Gemeinde als Catch The Fire Toronto auf und gehört zu dem von John und Carol Arnott geleiteten Gemeindenetzwerk Catch The Fire.

## Beobachtete Reaktionen
Beim Torontosegen sind unter anderem folgende Phänomene verstärkt aufgetreten:
- Umfallen, was als Ruhen im Geist gedeutet wird
- Lachen oder Weinen, das dem Heiligen Geist zugeschrieben wird; euphorische Zustände
- Zungenreden
- Zittern, Schütteln
- außergewöhnliche Bewegungen und Laute unterschiedlicher Art, z. B. Tierlaute
- lautes Schreien, das als Ausfahren böser Geister gedeutet wird
- Ohnmachten
- lähmungsähnliche Erscheinungen
- histrionisches Verhalten.

In Anlehnung an die Bibel (z. B. Apg 2,13 ) werden einige dieser Zustände von den Anhängern auch als Trunkenheit im Geist bezeichnet (z. B. das Lachen). Sie können spontan auftreten, werden aber auch gern gezielt ausgelöst und verstärkt, indem man Teilnehmern segnend die Hand auflegt, ihnen Luft zufächelt oder mit dem Mund Luft entgegenbläst, da Wind und Atem als Symbole für den Heiligen Geist gelten.
Beim Ruhen im Geist versucht man, Verletzungen zu vermeiden: Wenn abzusehen ist, dass jemand umfallen wird, stellen sich hinter ihm Leute als Fänger auf, um ihn aufzufangen und sanft auf dem Boden abzulegen.
Das häufig auftretende Zittern (Schütteln) sowie andere Phänomene wurden anderswo bereits früher beobachtet, so etwa bei den Quäkern, die von ähnlichen Erscheinungen her ihren Namen haben. Auch John Wimber, der Gründer der Vineyard-Bewegung, erwähnt, dass Ähnliches sowohl in seiner eigenen Gemeinde in Anaheim als auch bei anderen Erweckungen auf der ganzen Welt beobachtet werden konnte.

## Bewertungen
Der Torontosegen wird unterschiedlich bewertet.
Die Befürworter sehen im Torontosegen das Wirken des Heiligen Geistes. Sie verweisen darauf, dass der Geist Gottes Kraft sei und dass die Beteiligten die „Manifestationen“ meist als befreiend, erfrischend und entspannend empfänden. Sie schreiben dem Segen darum Prozesse der Heilung und Befreiung zu.
Der Torontosegen wurde innerhalb der charismatischen Bewegung aber zum Teil auch kritisiert. Religiöse Kritiker sehen die Phänomene eher als dämonisch geprägt und entweder negativ als Zeichen von Besessenheit oder umgekehrt als Zeichen der Befreiung von dunklen Mächten.
Skeptiker schließlich erklären die Phänomene als typische hysterische Reaktionen, die sich in vielen vergleichbaren Situationen (im religiösen wie nichtreligiösen Kontext) beobachten ließen. Ihnen zufolge beruht die körperliche und psychische Reaktion der Betroffenen einzig auf der Erwartung, diese Erfahrung machen zu werden.

## Einzelbelege
1. ↑  Für das bis hierher Beschriebene vgl. John Bowker: Toronto Blessing. In: The Concise Oxford Dictionary of World Religions. 1997. Encyclopedia.com. Abgerufen am 8. Oktober 2012.
2. ↑  Randall Herbert Balmer: Toronto Blessing. In: Encyclopedia of Evangelicalism. Baylor University Press, Waco 2004, ISBN 1-932792-04-X, S. 690.
3. ↑  Vgl. History (Memento des Originals vom 8. Februar 2013 im Internet Archive)  Info: Der Archivlink wurde automatisch eingesetzt und noch nicht geprüft. Bitte prüfe Original- und Archivlink gemäß Anleitung und entferne dann diesen Hinweis. auf catchthefire.com, dem offiziellen Webauftritt der ehemaligen Toronto-Airport-Gemeinde, abgerufen am 8. Oktober 2012.
4. ↑  Vgl. Benjamin Jackson: Toronto Airport Christian Fellowship Name Change (Memento des Originals vom 12. April 2013 im Internet Archive)  Info: Der Archivlink wurde automatisch eingesetzt und noch nicht geprüft. Bitte prüfe Original- und Archivlink gemäß Anleitung und entferne dann diesen Hinweis. auf revivalmag.com (Revival Magazine), 13. Mai 2010.
5. ↑  Vgl. About auf catchthefire.com, abgerufen am 8. Oktober 2012.
6. ↑  Vgl. Joe Maxwell: PLUS: Seminary Women ‘Rewrite Their Stories’. In: Christianity Today. 24. Oktober 1994. Abgerufen am 7. Oktober 2012.
7. ↑  Toronto-Segen. Evangelische Informationsstelle Sekten – Kirchen – Religionen, 2000, abgerufen am 30. Mai 2016 (Abschnitt 5.1 „Normale“ Erweckung?).
8. ↑  Toronto-Segen. Evangelische Informationsstelle Sekten – Kirchen – Religionen, 2000, abgerufen am 30. Mai 2016 (Abschnitt 5.4 Endzeitliche Verführung?).
9. ↑  Toronto-Segen. Evangelische Informationsstelle Sekten – Kirchen – Religionen, 2000, abgerufen am 30. Mai 2016 (Abschnitt 5.6 Psychische Phänomene?).